# Censerey
Censerey település Franciaországban, Côte-d’Or megyében. Lakosainak száma 180 fő (2022. január 1.). Censerey Liernais, Vianges, Sussey, Brazey-en-Morvan és Diancey községekkel határos.

## Népesség
A település népességének változása:
| Lakosok száma | 264  | 214  | 209  | 178  | 176  | 175  | 171  | 175  | 177  | 180  |
|               | 1968 | 1982 | 1990 | 2006 | 2013 | 2015 | 2017 | 2019 | 2020 | 2022 |